# Kale (watergang)

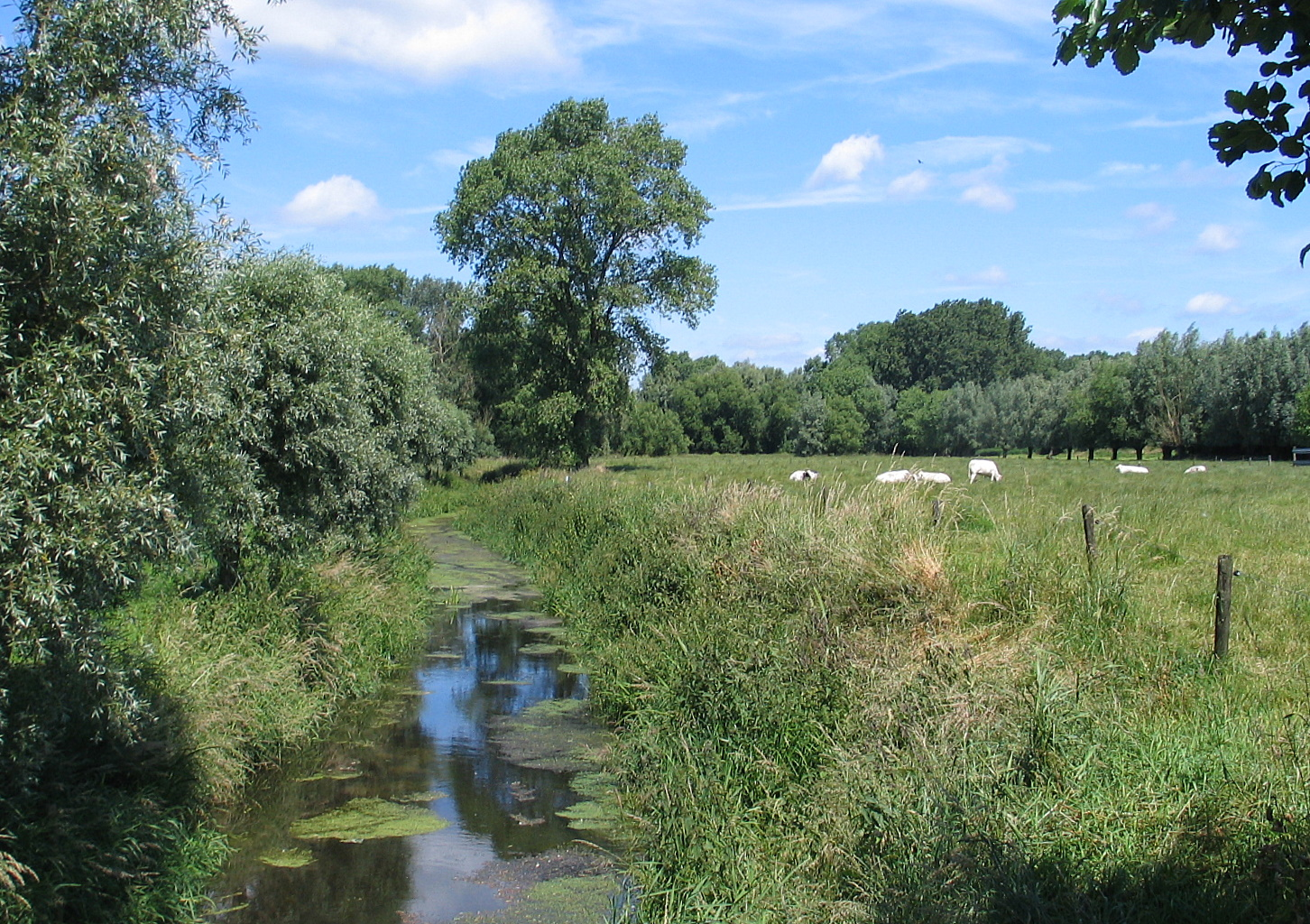
De Oude Kale bij de Van Vlaendersmolen in Vinderhoute

De Kale is de naam die aan stukken van de bovenloop van de Belgische waterloop de Durme gegeven werd ten westen van Gent. In de loop der jaren zijn zowel de namen Kale, Hoogkale, Neerkale, Kruiskale, Grote Kale, Nieuwe Kale als Oude Kale gebruikt.  

## Geschiedenis

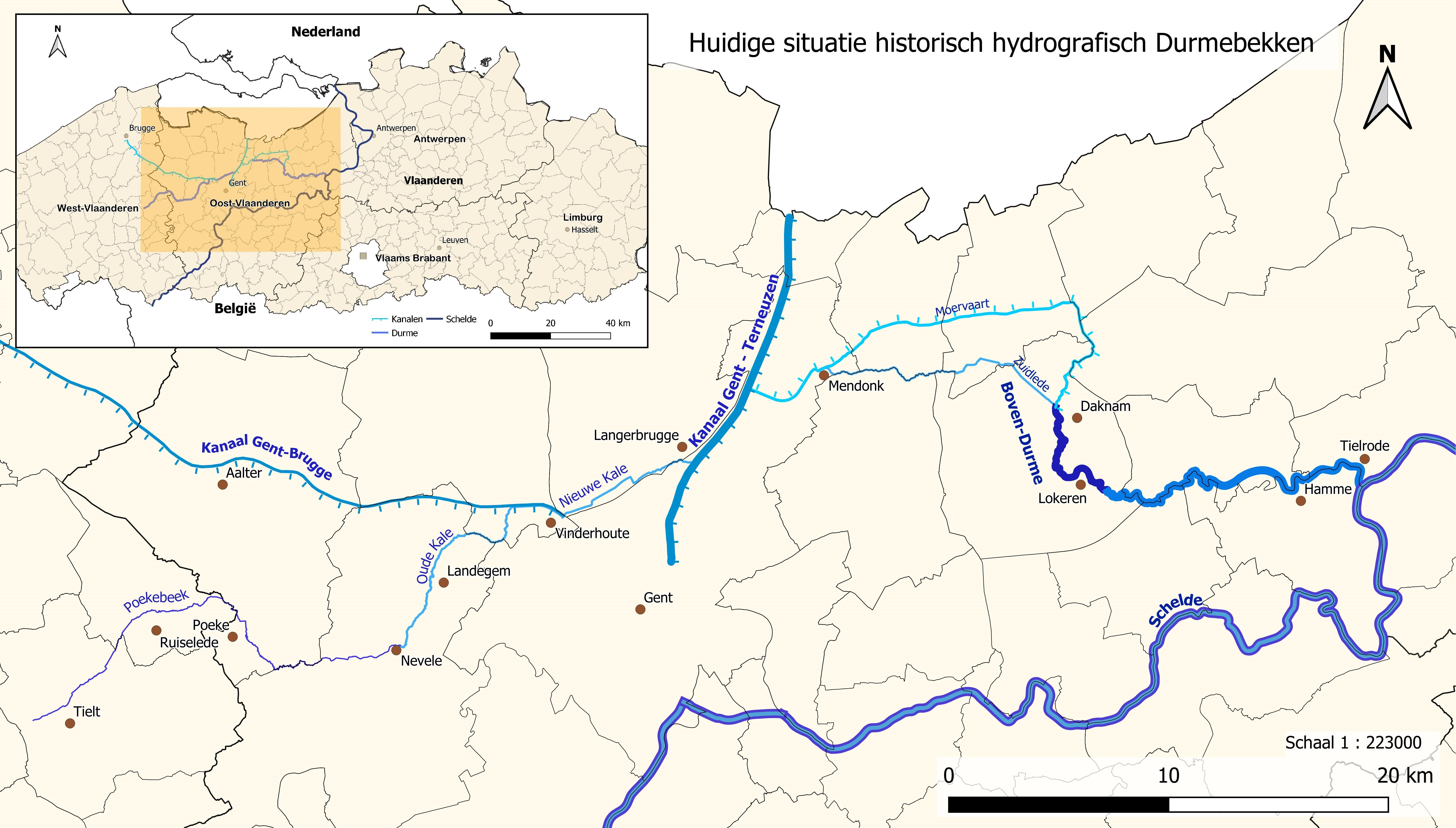
Huidige situatie historisch hydrografisch bekken van de Durme

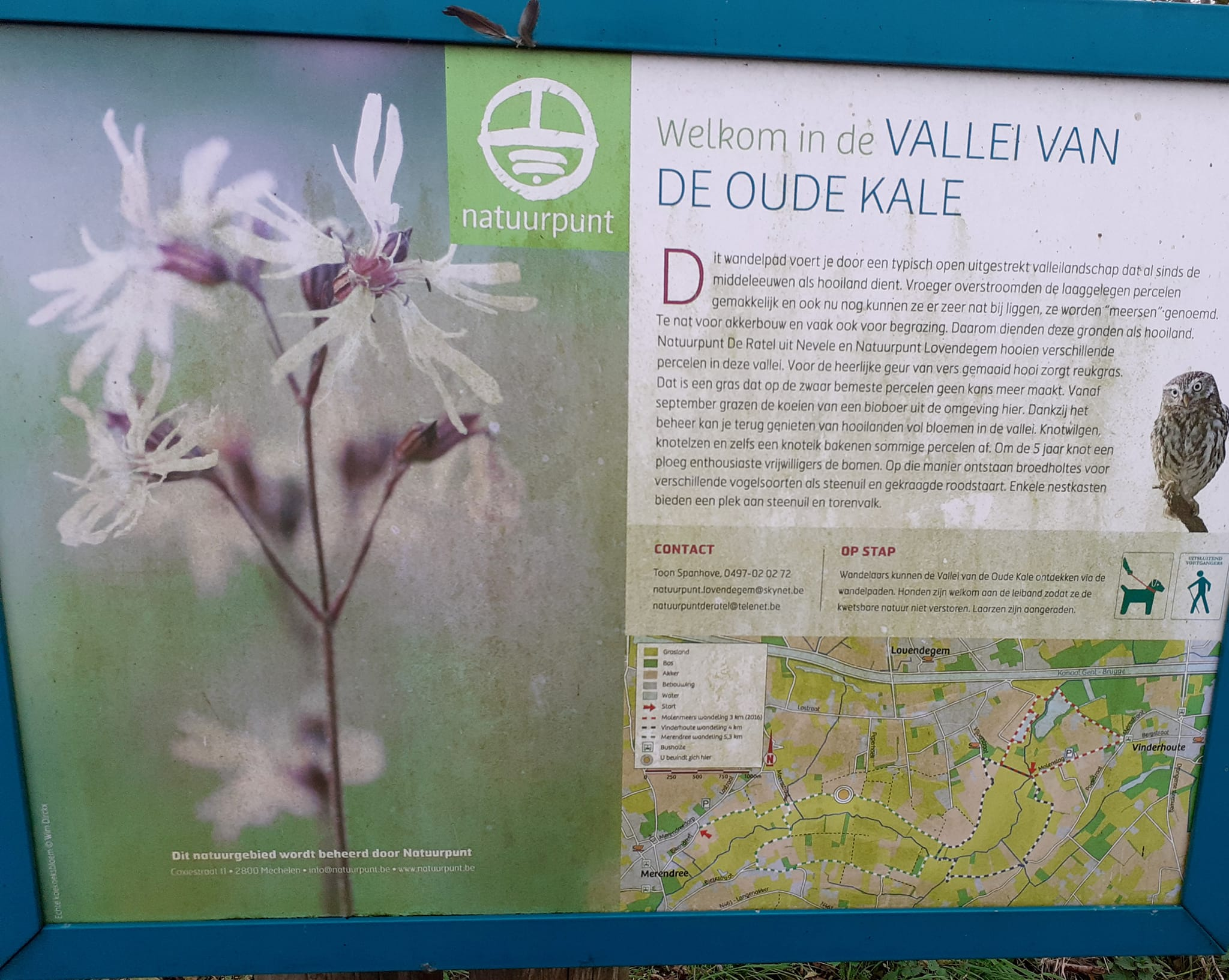
Publieksinformatie bij Natuurpunt-reservaat Vallei van de Oude Kale

Oorspronkelijk werd de regio tussen Tielt en Aalter ontwaterd door twee grotere beken die in Vinderhoute samenvloeiden. De noordelijkste beek vond zijn bron in Sint-Joris nabij Beernem en stroomde via Aalter en Zomergem naar het oosten. De zuidelijkste beek ontsprong nabij Tielt en stroomde via Ruiselede en Nevele naar het oosten. In de vroege middeleeuwen werden beide beken nog genoemd naar de rivier die ze vanaf Vinderhoute samen vormden: de Durme. 
De zoektocht van Gent naar een waterverbinding met de Noordzee veranderde de hydrografie van de streek echter grondig. Doordat tal van kanalen werden aangelegd, werd de oorspronkelijke loop van de rivieren steeds onduidelijker, waardoor sommige stukken van een nieuwe naam werden voorzien.
De noordelijkste beek (vanaf Beernem) werd  de Hoogkale genoemd. De zuidelijkste beek (vanaf Tielt) werd beschreven als de Neerkale en ook al onder haar hedendaagse naam, de Poekebeek. In de buurt van de samenvloeiing van beide Kales, in Merendree, werd een korte verbinding tussen beide beken de Kruiskale genoemd. Het stukje rivier na de samenvloeiing werd na verloop van tijd de (Grote) Kale genoemd, tot op de plaats waar het in de Schipgracht / Sassevaart stroomde.  
Omstreeks de voltooiing van het kanaal Gent-Brugge veranderde de Neerkale opnieuw van naam, naar Oude Kale. De Grote Kale was door de doorsteek van het kanaal van Gent-Brugge naar de Gentse stadsgracht grotendeels overbodig geworden en kreeg de naam Nieuwe Kale.
In 2024 werd de kronkelende loop van de Oude Kale in Landegem hersteld.

## Toponiemen
Na vele eeuwen van waterwerken blijft van de oorspronkelijke noordelijke beek niet veel meer over, zij is grotendeels opgegaan in het kanaal Gent-Brugge. De zuidelijke beek bleef meer gespaard en staat vandaag voor het grootste deel van haar loop bekend onder de naam Poekebeek.
De anno 2006 in gebruik zijnde toponiemen met Kale: 
- Oude Kale: het stuk "Poekebeek" ten oosten van het Schipdonkkanaal, meer bepaald tussen het dorp van Nevele en de kruising tussen de Ringvaart en het kanaal Gent-Brugge.
- Nieuwe Kale: het stuk "Kale" tussen het kanaal Gent-Brugge en het kanaal Gent-Terneuzen. Hier loopt de Kale ongeveer gelijk met de Ringvaart door Wondelgem en Evergem.

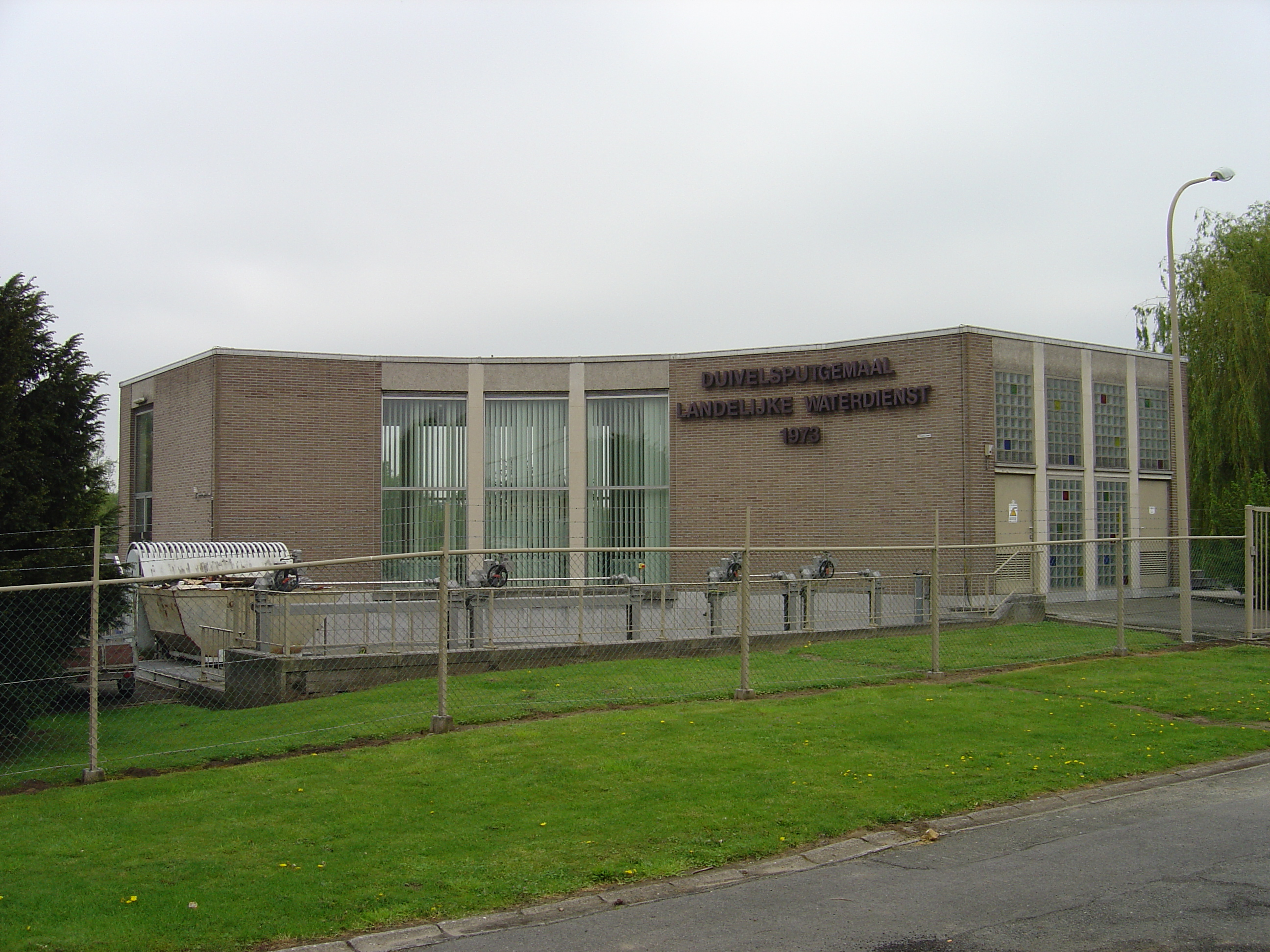
Het Duivelsputgemaal in Vinderhoute

Het Duivelsputgemaal in Vinderhoute pompt het water van de Oude Kale onderdoor het kanaal Gent-Brugge tot in de Nieuwe Kale.

## Etymologie
Aangezien de waterlopen blijkbaar qua naam slechts naar Kale veranderden nadat er rechttrekkings- of verbredingswerken waren uitgevoerd, wordt er vermoed dat het een volkse verbastering van het Latijnse canalis betreft , dat tevens de kale oevers van die bewerkte waterlopen goed omschrijft. 